# Khoa

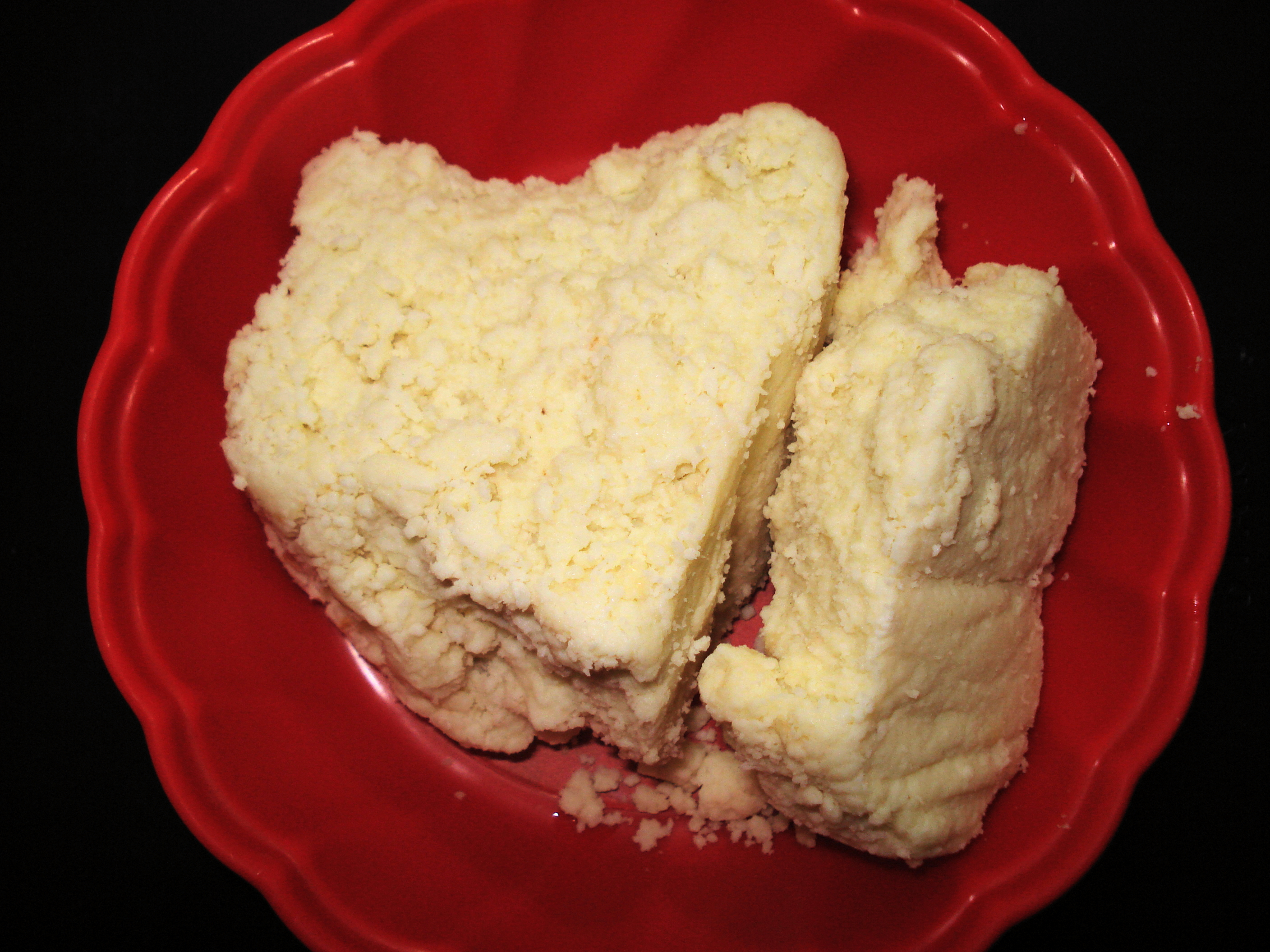
Du khoya.

Le khoa ou khoya est un produit laitier largement utilisé dans la cuisine d'Asie du Sud, notamment en Inde, au Népal, au Bangladesh et au Pakistan. Il se prépare en faisant évaporer du lait entier dans une poêle pour l'épaissir. Son humidité est inférieure à celle d'autres fromages frais comme la ricotta.

## Préparation

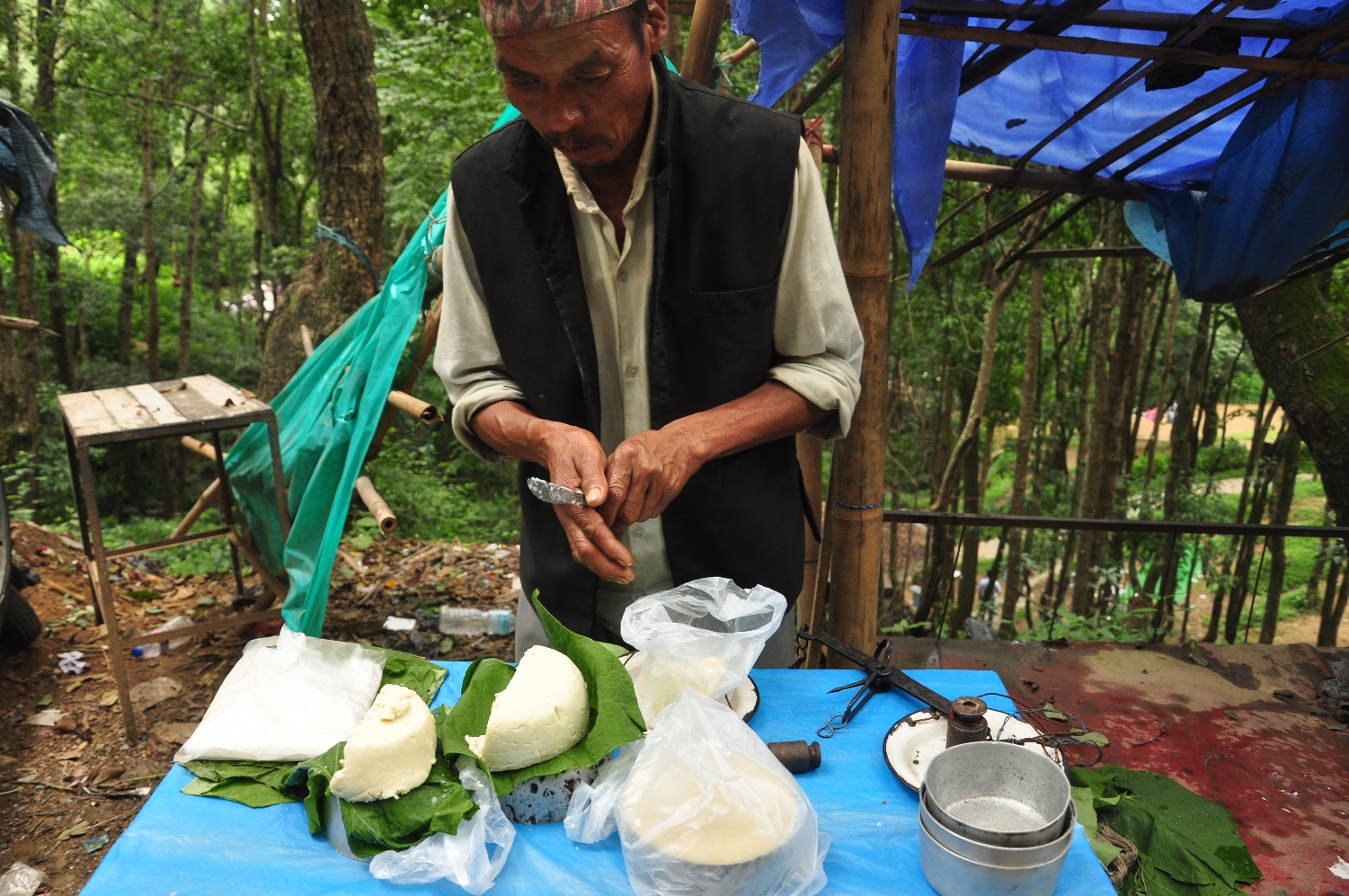
Un vendeur de khuwa au Népal.

La production de khoa nécessite de réduire du lait à un cinquième de son volume. Le khoa est utilisé comme base pour une large variété de sucreries indiennes. Environ 600 000 tonnes sont produites chaque année en Inde. Le khoa est fait de lait de vache ou de bufflonne d'eau.
Le khoa est normalement blanc ou jaune pâle. S'il est préparé durant l'hiver, il peut être conservé jusqu'à l'été et prendre une texture granuleuse et une teinte verte en surface. Il est appelé hariyali (« khoa vert ») et utilisé pour préparer des gulab jamun.
Le khoa est obtenu en faisant évaporer du lait entier dans un karahi en fer pendant plusieurs heures, à feu doux. L'évaporation graduelle de l'eau permet d'obtenir une coagulation des éléments solides du lait, c'est le khoa. La température idéale pour éviter de le brûler est de 80 °C. Une autre manière rapide de produire du khoa est d'ajouter du lait entier en poudre à du lait écrémé et de faire chauffer le mélange jusqu'à ce qu'il épaississe. Le produit obtenu n'a alors pas tout à fait les mêmes propriétés que le khoa préparé selon la méthode traditionnelle.

## Types
Le khoya est classé suivant la quantité d'eau qu'il contient. Chaque khoya est adapté à différentes préparations.
- Le batti, signifiant « pierre », contient 20 % de son poids en eau et est le plus dur. Il peut être râpé comme du fromage. Il peut aussi être vieilli pendant un an, développant un arôme unique et une surface extérieure couverte de moisissures.
- Le chikna (« glissant » ou « souple ») est un khoya contenant 50 % d'eau[2].
- Le daanedaar est une variété granuleuse. Le lait est caillé avec un acide durant la cuisson. Il est modérément humide[2]. Il est utilisé pour préparer le kalakand, un barfi contenant de la gourde et d'autres ingrédients sucrés[3].
- Le pindi, un khoya sec, est utilisé pour préparer des barfi et du peda[3].
- Le dhap, une version un peu moins sèche, est utilisé pour préparer des gulab jamun et du pantua[3].

## Utilisations

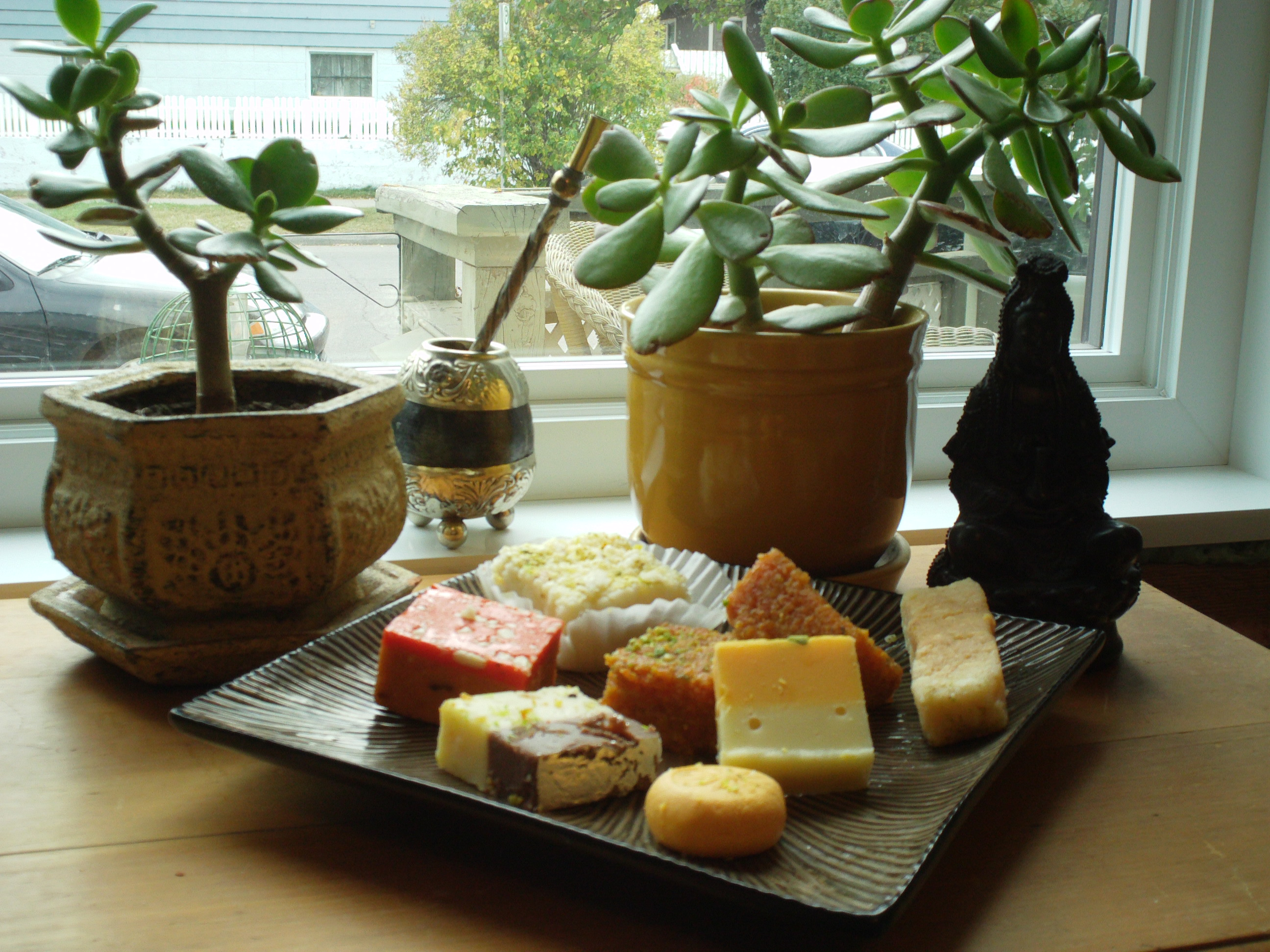
Assortiment de barfi préparés avec du khoa, des amandes et du sucre.

Le khoa est utilisé dans différentes recettes de sucreries :
- le pedha (penda en gujarati) est un khoa sucré, façonné en boules ou en disques épais, parfumés notamment avec du safran et de la cardamome ;
- le gulab jamun est une boule sucrée faite de khoya, frite puis trempée dans un mélange d'eau de rose et de sucre, parfois de miel chauffé. C'est une sucrerie populaire en Asie du Sud ;
- le barfi (ou burfi) comprend du khoa parmi ses ingrédients. On ajoute aussi habituellement de la pulpe de fruits ou des copeaux de noix de coco. Le tout est cuit lentement jusqu'à ce que l'eau s'évapore assez pour obtenir la consistance d'un fudge. Il est aplati et coupé en rectangles, en parallélogrammes ou en losanges ;
- le gujia est une friture sucrée qui peut être farcie de khoa ;
- le halwa est une sorte de fudge, confectionnée en utilisant du khoa pour son goût lacté et son action en tant qu'épaississant.